# Mare Nostrum (альбом)
Mare Nostrum (лат. Наше Море, имеется в виду Средиземное море) — четвёртый полноформатный студийный альбом итальянской метал-группы Stormlord, вышедший в 2008 году. 

## Об альбоме
Mare Nostrum сочетает в себе такие жанры, как симфо-блэк-метал, мелодичный дэт-метал и экстремальный пауэр-метал, а лирика посвящена мифам древней Греции, древнего Рима и других древних цивилизаций, живших на берегах Средиземного моря.

## Список композиций
1. Mare Nostrum — 06:47
2. Neon Karma — 03:56
3. Legacy Of The Snake — 05:14
4. Emet — 05:26
5. The Castaway — 05:04
6. Scorn — 04:19
7. And The Wind Shall Scream My Name — 04:43
8. Dimension:Hate — 04:49
9. Stormlord — 06:32

## Участники записи
- Кристиано Борчи — скриминг, гроулинг;
- Пьеранджело Джильони — гитара;
- Джанпаоло Каприно — гитара, клавишные;
- Франческо Буччи — бас-гитара;
- Давид Фолчитто — ударные.